# Tous (biżuteria)
Tous – hiszpańska firma zajmująca się biżuterią, akcesoriami i modą, założona w 1920 roku w Manresa (Katalonia) przez Salvadora Tous Blavi i jego żonę Teresę Ponsa Mas. Obecnie posiada blisko 700 sklepów w 50 krajach.

## Historia
Firmę  w 1920 r. założyło małżeństwo Salvador Tous Blavi i Teres Ponsa, którzy rozpoczynali działalność od warsztatu zegarmistrzowskiego w Manresie koło Barcelony.
W 1953 roku Salvador Tous Ponsa, syn Salvadora Tousa Blavi w wieku 12 lat rozpoczął pracę w rodzinnej firmie  jako praktykant zegarmistrzowski. W 1965 roku Tous Ponsa ożenił się ze swoją sąsiadką Rosą Oriol Porta. Wraz z żoną przejęli Tous i zintensyfikowali działania w ramach marki.
W 1970 r. Rosa Oriol założyła mały warsztat jubilerski na zapleczu pracowni, aby móc personalizować biżuterię dla swoich klientek i klientów. W 1985 r. firma założyła pierwszy sklep jubilerski w Lleidzie, co stało się początkiem krajowej ekspansji. W tym samym roku powstało także charakterystyczne logo Misia, które widnieje na produktach firmy do dzisiejszego dnia. W 1989 r. został otwarty pierwszy sklep w Barcelonie, który odniósł natychmiastowy sukces.
W latach 90. cztery córki pary Tous Oriol stopniowo dołączyły do rodzinnego biznesu. W 1996 roku nastąpiło umiędzynarodowienie marki i zostały otwarte pierwsze sklepy w Europie (Niemcy i Andora), Japonii oraz Stanach Zjednoczonych, a w 2001 roku Tous otworzył swój pierwszy sklep w Meksyku, w 2003 roku w Puerto Rico, a w 2005 roku w Atenach, Nowym Jorku i Paryżu.

## Produkty
Biżuteria jest podstawą działalności Tous. Dzięki sukcesowi produkcji jubilerskiej, pod koniec XX wieku firma mogła rozszerzyć działalność. Obecnie poza tworzeniem biżuterii przedsiębiorstwo zajmuje się również galanterią oraz dodatkami, a także akcesoriami perfumeryjnymi.

## Historia Misia
W 1985 roku Rosa Oriol wyrusza w podróż, która naznaczy historię Tous. To właśnie w Mediolanie, stojąc przed pluszowym misiem umieszczonym na wystawie, czerpała inspirację. Owinięta wspomnieniami z dzieciństwa i uczuciem czułości, w tym momencie wyobraża sobie ideę, która później stała się ikoną marki - złotym misiem.
Od tego czasu Miś Tous ewoluował w wielu wersjach, ale zawsze zachowując swój charakter i odniesienie do pozytywnych uczuć. Dzięki dobremu przyjęciu przez publiczność, symbol został umieszczony na wszelkiego rodzaju akcesoriach Tous.
„Miś Tous to coś więcej niż symbol. Reprezentuje czułość, jedną z naszych podstawowych wartości, które chcemy rozpowszechniać na całym świecie(...) Narodziny tej ikony symbolizują również nasze zaangażowanie w globalizację firmy, jeden z filarów naszej działalności w ostatnich latach.” - Rosa Tous
„Z prostych linii, które uczyniły z niego uniwersalny symbol, który nie wymaga tłumaczenia, bez niego nie bylibyśmy tym, kim jesteśmy, uważam go za część rodziny i dlatego dbamy o niego jak o to, czym jest, naszą gwiazdą.” - Rosa Oriol
Miś Tous stanowi 57% całkowitej sprzedaży biżuterii firmy.

## Rodzina Tous[12]
Salvador Tous Blavi i Teresa Ponsa Mas - założyciele TOUS
Salvador Tous i Rosa Oriol - współzałożyciele TOUS
Laura Tous - współdyrektor generalny i doradca wykonawczy TOUS KAOS (torebki)
Alba Tous - współdyrektor generalny i prezes TOUS
Rosa Tous - wiceprezes korporacji TOUS, prezes ANDEMA (Stowarzyszenie Obrony Marki), drugi wiceprezes oficjalnego Kolegium Biżuterii, Złotników, Zegarmistrzów i Gemologów Katalonii oraz członek zarządu i komisji ds. komunikacji Circulo Fortuny
Marta Tous - dyrektor artystyczny TOUS

Aktualnie firmą zarządzają głównie córki Rosy i Salvadora: Alba, Rosa, Laura, Marta.